# 33608 Paladugu
33608 Paladugu è un asteroide della fascia principale. Scoperto nel 1999, presenta un'orbita caratterizzata da un semiasse maggiore pari a 2,4481992 UA e da un'eccentricità di 0,0932772, inclinata di 5,02217° rispetto all'eclittica.